# Christoph Höhne
Pour les articles homonymes, voir Höhne.
Christoph Höhne, né le 12 janvier 1941 à Borsdorf (État libre de Saxe), est un athlète allemand qui faisait partie des meilleurs spécialistes de la marche dans les années 1960 et 1970. Il a été champion olympique et double champion d'Europe pour la République démocratique allemande.
Sa victoire olympique fait partie de l'histoire de la marche sportive car il a gagné avec dix minutes d'avance sur le deuxième. Sa participation aux Jeux olympiques d'été de 1972 à Munich est un épisode de la guerre froide : le soir avant la compétition, il a été dénoncé anonymement aux responsables de son équipe. Il aurait décidé de passer à l'Ouest pendant l'épreuve des 50 km. Les fonctionnaires de la RDA n'ont pas ajouté foi à cette rumeur. Höhne prit part à l'épreuve mais ne termina que quatorzième.

## Palmarès

### Jeux olympiques
- Jeux olympiques de 1964 à Tokyo ( Japon)
  - 6e sur 50 km
- Jeux olympiques de 1968 à Mexico ( Mexique)
  -  Médaille d'or sur 50 km
- Jeux olympiques de 1972 à Munich ( Allemagne de l'Ouest)
  - 14e sur 50 km

### Championnats d'Europe d'athlétisme
- Championnats d'Europe d'athlétisme de 1962 à Belgrade ( Yougoslavie)
  - 4e sur 50 km
- Championnats d'Europe d'athlétisme de 1969 à Athènes ( Royaume de Grèce)
  -  Médaille d'or sur 50 km
- Championnats d'Europe d'athlétisme de 1971 à Helsinki ( Finlande)
  -  Médaille d'argent sur 50 km
- Championnats d'Europe d'athlétisme de 1974 à Rome ( Italie)
  -  Médaille d'or sur 50 km